# Nicolette Hennique
Pour les articles homonymes, voir Hennique.
Nicolette Hennique (Paris 8e, 17 avril 1882 - Paris 16e, 11 avril 1956) est une poétesse française.

## Biographie
Marguerite Clarisse Nicolette Hennique, fille du romancier Léon Hennique et de Nicolette-Louise Dupont, naît rue de Courcelles à Paris, le 17 avril 1882.
Elle a collaboré à plusieurs revues : L'Ermitage, ; L'Hémicycle ; La Revue blanche ; La Revue ; Le  Gaulois. En 1955, elle publiera un émouvant livre de souvenirs à la mémoire de son père.
Elle était membre de la Société de propagation des livres d'art. Elle a hérité de la maison natale de Condorcet à Ribemont (maison devenue Musée Condorcet).

## Œuvres
- Des rêves et des choses, La Revue blanche, Paris, 1900.
- Les douze labeurs héroïques, illustration de douze compositions dessinées et gravées par Gaston Bussière, préface de Mme Alphonse Daudet, Ferroud, 1903 Lire en ligne dans La Revue blanche sur Gallica
- Des héros et des dieux, Fasquelle, Paris, 1904
- Mon père, Léon Hennique. Préface de Gabriel Reuillard ; éditions du Dauphin 1959
  - Quelques poèmes dans L'Illustration 1932
  - Quelques poèmes dans La Revue blanche :
    - Revue blanche ;
    - Revue blanche ;
    - Revue blanche.

## Réception et critiques
- José-Maria de Heredia dans sa correspondance à Léon Hennique et sa fille (1904) exprime le regret de n'avoir pu les recevoir à l'Arsenal et complimente Nicolette Hennique de ses vers (acquisition de la BNF, 1973)
- Catulle Mendès[8]
- Henri Duvernois la classe parmi les Parnassiens[9]
- Nicolette Hennique, presque une enfant encore, a su forcer l'attention des lettrés avec Des rêves et des choses, Des héros et des dieux. (Le Gaulois (Paris. 1868)
- « L'étrange phénomène ! chanter grec, penser grec, voir grec, rêver grec, ainsi que la grande Sapho de Mitylène et s'appeler florianesquement Nicolette ! » Émile Bergerat